# Paul Jugold
Paul Karl Jugold (* 18. Juni 1872 in Greiz; † 8. Juli 1936 in Pohlitz) war ein deutscher Weber und Politiker (SPD Reuß älterer Linie).

## Leben
Jugold war der Sohn des Fabrikarbeiters Karl August Jugold und dessen Ehefrau Maria Louise Völkel. Er war evangelisch-lutherischer Konfession und heiratete am 4. April 1906 in Pohlitz die Fabrikarbeiterin Alma Louise Golle (* 31. März 1872 in Pohlitz; † 18. Februar 1946 in Greitz), die Tochter des Webers Christian Friedrich Golle.
Jugold lebte als Weber in Pohlitz. Er schloss sich der SPD an und war für diese vom 13. März 1921 bis zum 10. September 1922 Mitglied im Gemeinderat von Greiz. Vom 22. Mai 1917 bis zum 8. Juni 1917 war er als Stellvertreter für Hermann Herzog Abgeordneter im Greizer Landtag.